# Eriocybe chionea
Eriocybe chionea — вид грибів, що належить до монотипового роду Eriocybe.